# Položajne oznake Slovenske vojske
Položajne oznake SV se nosijo na posebnem usnjenem nosilcu na desnem prsnem žepu.
- položajna oznaka SV - poveljnik oddelka
- položajna oznaka SV - poveljnik voda
- položajna oznaka SV - poveljnik čete
- položajna oznaka SV - član štaba
- položajna oznaka SV - namestnik poveljnika
- položajna oznaka SV - poveljnik
- položajna oznaka SV - član GŠSV
- položajna oznaka SV - namestnik načelnika GŠSV
- položajna oznaka SV - načelnik GŠSV
- položajna oznaka SV - namestnik ministra za obrambo RS
- položajna oznaka SV - minister za obrambo RS
- položajna oznaka SV - predsednik RS
- položajna oznaka SV - poveljnik učne čete
- položajna oznaka SV - poveljnik učnega voda
- položajna oznaka SV - inštruktor
- položajna oznaka SV - pomočnik poveljnika za motiviranost in informiranje
- položajna oznaka SV - pomočnik poveljnika za zaledje
- položajna oznaka SV - MORS
- položajna oznaka SV - Inšpekcija MORSa
- položajna oznaka SV - 2. uprava MORS
- položajna oznaka SV - 3. uprava MORS
- položajna oznaka SV - 6. uprava MORS